# سانتا ماريا لا أنتيغوا دل داريين

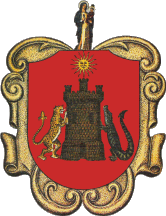
شعار سانتا ماريا لا أنتيغوا دل داريين

سانتا ماريا لا أنتيغوا دل داريين Santa María la Antigua del Darién . عرفت سابقا بدارينا. هي مستعمرة إسبانية سابقة وجدت في عام 1510 من قبل فاسكو نونييث دي بالبوا و الموجودة في كولومبيا الحالية قرابة 60 كيلا جنوب أكاندي في بلدية أونغيا في دائرة شوكو. تعتبر المدينة أول مستعمرة أوجدها الغزاة الإسبان في أمريكا الشمالية. بعد أن أوجد باسكوال دي أنداغويا (مستعمر إسباني من إقليم الباسك)مدينة بنما في 1519 بأمر من بيدرارياس دافيلا، هجرت سانتا ماريا لا أنتيغوا دل داريين في 1524 بعد أن هوجمت وأحرقت من قبل السكان الأصليين.